# Трелкелд, Калеб
Калеб Трелкелд (англ. Caleb Threlkeld; 1676—1728) — британский священник, ботаник и врач.

## Биография
Калеб Трелкелд родился 31 мая 1676 года в деревне Кайберг прихода Киркосвальд графства Камберленд третьим сыном в семье Томаса Трелкелда (1646—1712) и Бриджит Браун (1654—1712). Учился в Университете Глазго, окончил его в 1698 году. В марте 1698 года Калеб женился на Элизабет Далримпл. Пара жила в графстве Камберленд, где у них родилось шестеро детей: Джон (1700—1765), Элизабет (1701), Бриджет (1703), Томас (1706), Джеймс (1708) и Присцилла (1710). В апреле 1713 года Трелкелд переехал Дублин, его семья обосновалась в городе годом позже. В Дублине родилась ещё одна дочь Мэри, умершая в трёхлетнем возрасте от оспы. Трелкелд, получивший в 1712 году в Эдинбурге степень доктора медицины, работал в Ирландии врачом.
В октябре 1726 года вышло первое издание книги Synopsis stirpium hibernicarum с описанием 535 видов растений, являвшейся по сути первой в истории монографией растений флоры Ирландии.
28 апреля 1728 года Калеб Трелкелд скончался.

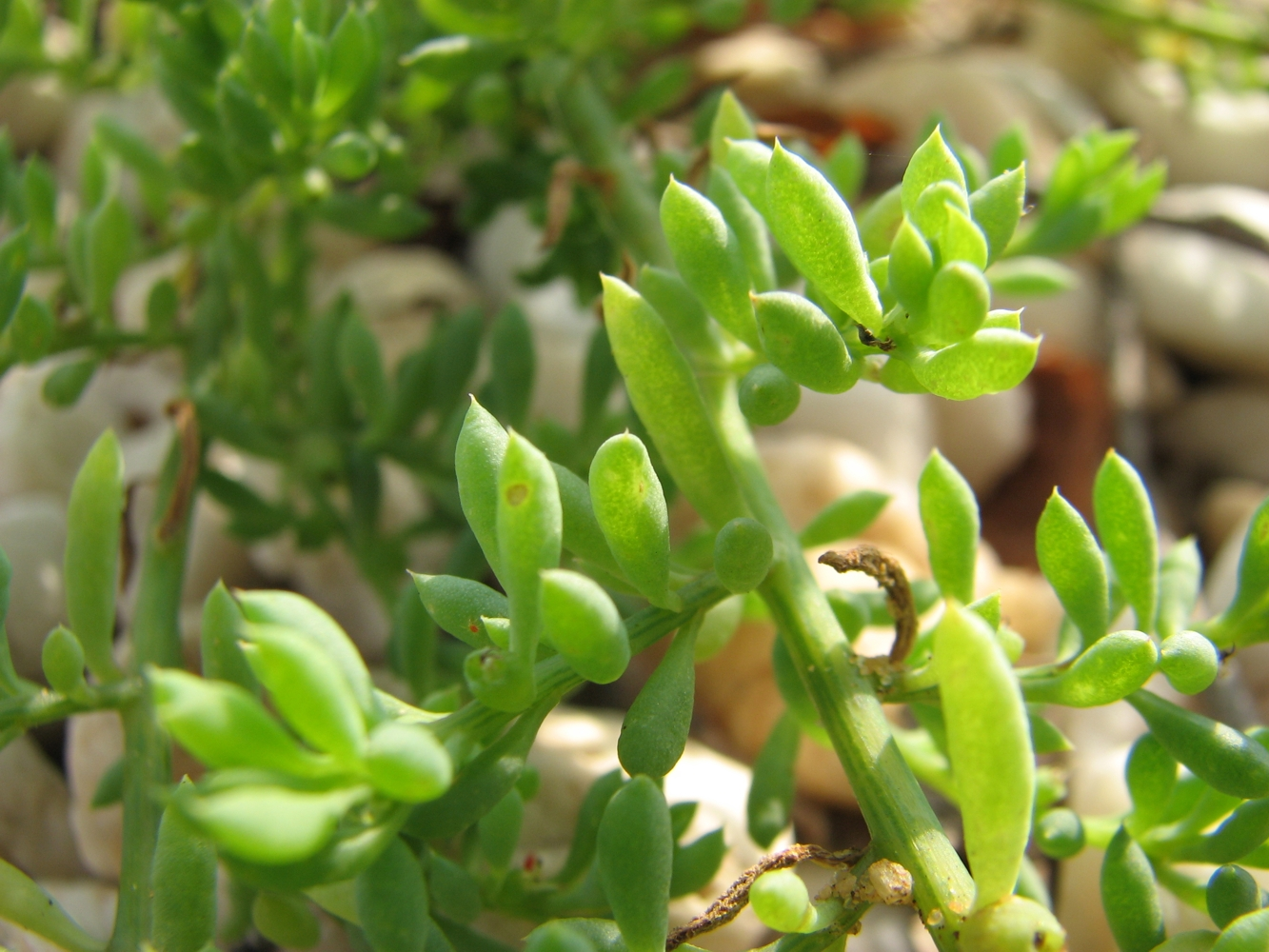
Threlkeldia diffusa

## Некоторые научные работы
- Threlkeld, C. Synopsis stirpium hibernicarum. — Dublin, 1726. — 26 + 176 + 60 p.

## Роды растений, названные в честь К. Трелкелда
- Threlkeldia R.Br., 1810